# Microsoft Office Live
是一個為少於10名員工的小型業務而設基於互聯網的軟件服務，於2006年2月15日開始，為起始的一部份。2006年9月該軟件進入階段，並且只對美國居民開放。2006年後期該服務計劃延伸到數個其他的語言與國家。

## 特點
該計劃有數個特點。首先它讓使用者擁有一個域名、網站與一個電子郵件地址；其次它讓用戶取得各種管理軟件，包括方案、顧客與文件的管理應用程式；最後它為客戶供一個密碼保護的「共享網站」來組織資訊。
該服務擁有三個等級：Office Live Basics、Office Live Essentials 與 Office Live Premium。Basics 版屬於免費服務，而 Essentials 與 Premium 版本首三個月為免費，其後 Essentials 每月費用為 19.95 美元，而 Premium 版每月收取 39.95 美元。

## 服務

### Microsoft Office Live Basics
Office Live Basics 提供使用者一個域名與能力來建立他們的網站。它有提供定期的網站流量報。該套件包括了登記域名下的五個電子郵件帳號。於2006年9月開始用戶如使用超過30MB空間需支付額外費用。

### Microsoft Office Live Essentials
基於 Windows SharePoint 技術，Office Live Essentials 包括 Basics 版的功能並加入 Shared Sites 與一些管理工具。

### Microsoft Office Live Premium
Office Live Essentials提供所有 Office Live Basics 與 Office Live Essentials 的功能，加上提供 2GB 的網頁空間、50 個電子郵件帳號及進階網站流量報告。